# Porta Sestrera
La Porta Sestrera (2.228 m s.l.m.) è un valico delle Alpi liguri situato in Provincia di Cuneo, anche conosciuto come Passo di Lapassè. Collega la valle Ellero con la val Pesio.

## Storia

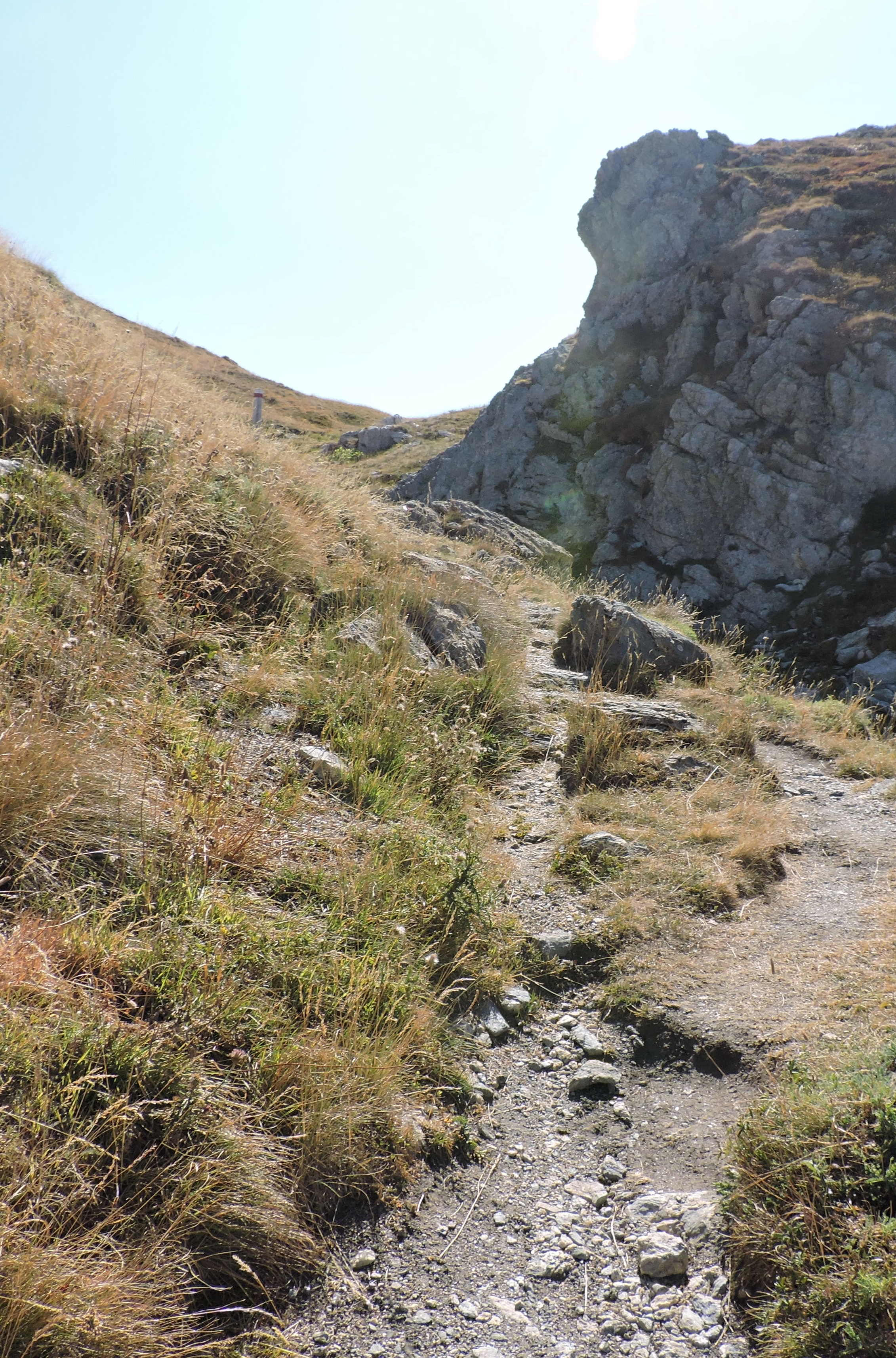
Il sentiero che sale dalla Val Pesio

Il toponimo Sestrera, come anche quelli più noti di Sisteron o Sestriere, deriva dal termine provenzale sistre, che indica scisto o, più in generale, roccia argillosa, sfaldabile.
Prima dell'apertura delle moderne strade di collegamento tra il Piemonte meridionale e la Liguria occidentale la Porta Sestrera fu una delle principali vie di comunicazione tra il Cuneese la Riviera ligure.
Nell'aprile del 1944 la zona fu coinvolta nella Battaglia di Pasqua tra le truppe nazifasciste e i partigiani italiani; questi ultimi, dopo durissimi scontri attorno al Pian delle Gorre, ripiegarono sulla Porta Sestrera e di qui si sganciarono spostandosi verso Carnino e la testata della Val Tanaro.

## Descrizione
Il colle si apre sul crinale Pesio/Ellero tra le Rocce Gaudioline (a nord-ovest, 2.356 m s.l.m.) e i Rastelli del Marguareis, un gruppo di elevazioni che lo separano dall'insellatura della Porta Marguareis (2.298 m s.l.m.). Mentre la valletta che sale dal Rifugio Garelli è piuttosto stretta e impervia, il punto di valico si presenta ampio e erboso.

## Escursionismo
La Porta Sestrera è facilmente raggiungibile per sentiero sia da Pian Marchisio (comune di Roccaforte Mondovì) che dal Pian delle Gorre (Chiusa Pesio), passando per il Rifugio Garelli. È inoltre collocata sul tracciato della Grande Traversata delle Alpi, e in particolare sulla tappa che collega Upega ( Alta Val Tanaro) con il Rifugio Garelli, passando anche per il vicino Colle del Pas. Si trova inoltre lungo il Giro del Marguareis.

### Punti d'appoggio
- In Valle Ellero: Rifugio Mondovì, Rifugio Havis De Giorgio - Mondovì.
- In Valle Pesio: Rifugio Pian delle Gorre, Rifugio Garelli.

## Cartografia
- Cartografia ufficiale italiana in scala 1:25.000 e 1:100.000, Istituto Geografico Militare.
- Carta dei sentieri e stradale scala 1:25.000 n. 16 Val Vermenagna, Valle Pesio, Alta Valle Ellero, Ciriè, Fraternali editore.
- Carta in scala 1:50.000 n. 8 Alpi Marittime e Liguri, Torino, Istituto Geografico Centrale.